# 唯心聖教

該教派的代表標誌。

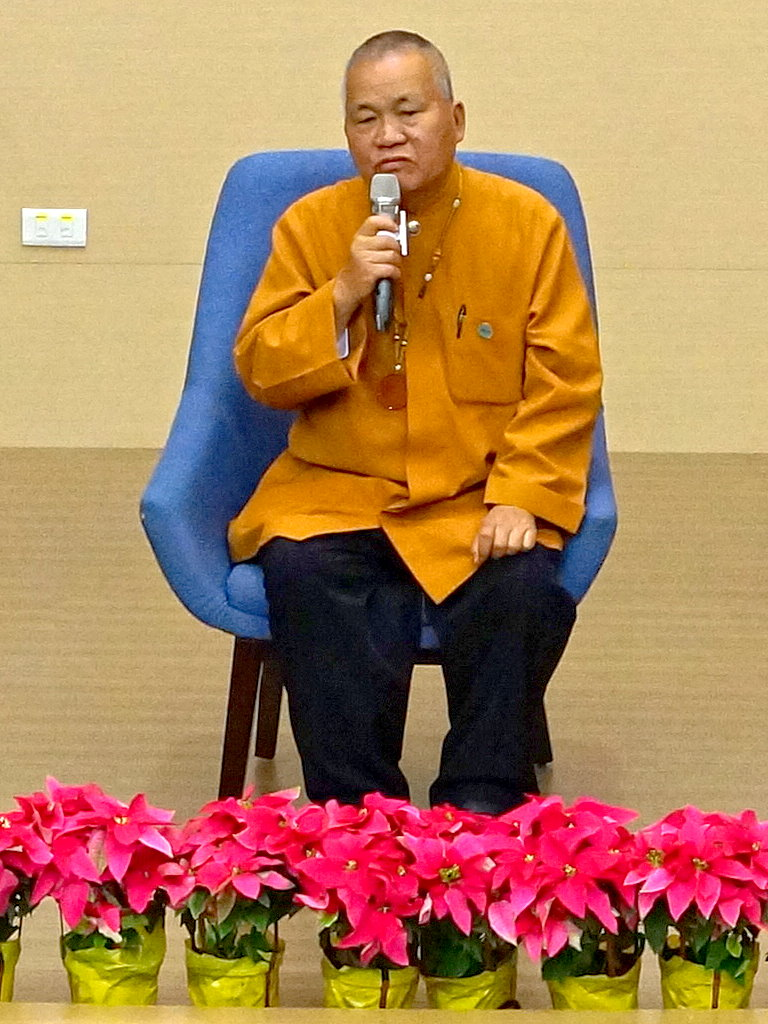
混元禪師

唯心聖教，或稱唯心宗、唯心教等，是20世紀後期在臺灣出現的中國民間信仰之一。 1984年由混元禪師（俗名張益瑞，1944-）在臺中創立。其全球核心成員約為 30 萬，臺灣內政部估計其更大的受眾數目約為 1,000,000。 自2000年代初以來，該教派迅速傳播到中國大陸地區，成為中國大陸和臺灣地區各界之中華文化交流媒介。它還發展成為一項世界性的宗教運動，不僅吸引了華人追隨者，甚至吸引來自不同地區與文化背景的族群。
混元禪師於1983年在臺中市成立「易鑰社」，以易經、風水傳教，勸人修德行善。1984年，稱奉旨改易鑰社為 「神農寺」，後又稱奉鴻鈞老祖法旨，易名為「精修院」，獲賜法號混元禪師，從此開始渡化眾生。2001年創立「唯心聖教」，以「養賢蓄才、振民育德、高尚其志、天下太平」為立教宗旨，2015年更名為「世界新興宗教臺灣唯心聖教」，獲內政部臺內字第 1040015134 號函認可為臺灣之獨立宗教。總本山為南投縣國姓鄉的禪機山仙佛寺。
該信仰體系自稱其核心思想源自鬼谷子，主要參考來源為易經及風水等中國傳統民間哲學元素，同時融合許多臺灣民間信仰與習俗元素。該信仰體系同時強調對於（以漢族為主的）中華文化共同宗教信仰及傳說中父系祖先（如黃帝、炎帝和蚩尤，參見炎黃子孫）起源的崇拜。它被視為一種中國民間信仰的制度化表現形式。